# والاس کلمنت سابین
 والاس کلمنت سابین (انگلیسی: Wallace Clement Sabine؛ زاده ۱۳ ژوئن ۱۸۶۸ درگذشته ۱۹ ژانویهٔ ۱۹۱۹) یک دانشمند اهل ایالات متحده آمریکا بود.